# Archytas translucens
Archytas translucens är en tvåvingeart som först beskrevs av Macquart 1846.  Archytas translucens ingår i släktet Archytas och familjen parasitflugor. Inga underarter finns listade i Catalogue of Life.